# Совам Телепорт
Совам Телепорт (Sovam Teleport) — советская и российская телекоммуникационная компания. Начала деятельность в 1983 году в форме гуманитарного проекта и совместного предприятия СССР и США под названием San Francisco / Moscow Teleport (SFMT), затем переименовалась в GTS (Global TeleSystems), а затем стала известна как «Совам-телепорт» («советско-американский телепорт») и перерегистрировалась в постсоветской РФ как товарищество с ограниченной ответственностью. С конца 1980-х годов известна как провайдер Интернета для советских и российских представительств западных организаций и фирм. В сентябре 1995 года начала первой в РФ предоставлять частным лицам публичные коммерческие услуги доступа в Интернет в его современном понимании (с TCP/IP и WWW) по телефонным акустическим модемам (торговая марка «Россия-он-лайн», РОЛ). В 2000 году упразднена учредителями, её активы целиком переведены в компанию Golden Telecom (ООО «СЦС Совинтел»), которая, в свою очередь, была поглощена компанией «Вымпел-Коммуникации» в 2008—2010 годах, прекратившей оказание услуги коммутируемого доступа Интернет РОЛ с 1 января 2012 года.

## История
Компания была учреждена как совместное предприятие американской сети San Francisco / Moscow Teleport (SFMT) и советского ВНИИ прикладных автоматизированных систем (ВНИИПАС). SFMT была запущена в 1983 году финансистом Джорджем Соросом и другими американскими инвесторами при поддержке правительства США как некоммерческий проект, целью которого было распространение сети Интернет на территорию СССР. Фактически SFMT был американским провайдером услуг цифровой связи, абоненты которого могли передавать данные в СССР и обратно. Канал связи физически проходил через международный институт МИПСА в Австрии, откуда выделенный цифровой канал (X.25) по телефонной меди шёл в московский ВНИИПАС со скоростью 4800 бод. Телефонную линию предоставили министерства связи СССР, Чехословакии и Австрии по запросу от МИПСА. Им пользовались учёные для научного обмена, например, биохимик Анатолий Клёсов и хирург Боб Гейл, который консультировал советских коллег с помощью телемедицины после Чернобыльской аварии. Возможностью передавать видеосигнал по компьютерной связи (телевидение с медленной развёрткой) активно пользовался и директор SFMT Джоэл Шац, который с 1984 года устраивал из СССР многочисленные сеансы видеосвязи советских граждан с американскими — он был убеждённым пацифистом и пытался таким образом «остановить ядерную войну».
В 1985 году специалисты ВНИИПАСа создали первую в СССР сеть передачи данных (построена на X.25-транспорте), назвав её «ИАСНЕТ». ВНИИПАС обеспечивал сеть передачи данных с некоторыми странами Восточной Европы, а также с Кубой, Монголией и Вьетнамом, почти весь трафик передаваемых данных составляла научно-техническая информация. К началу 1990-х годов почти половина трафика ВНИИ составили оперативные данные систем электронной почты, приобрела известность собственная система почты и телеконференций АДОНИС (первая в СССР).
В 1986 году некоммерческий проект сменил статус и стал коммерческим предприятием, в связи с чем в те годы медленно производился ребрендинг из SFMT в «Совам Телепорт», некоторое время компания была также известна как GTS (Global TeleSystems). При её участии был создан первый в СССР провайдер коммерческих услуг передачи данных — компания «Инфоком», созданная в декабре 1988 года как совместное предприятие ВНИИПАС, финляндской фирмы Fexima, Администрации почты и телекоммуникаций Финляндии и советско-финляндского совместного предприятия Elorg-Data Oy, которое торговало вычислительной техникой.
В 1989 году единственное советское выделенное соединение с западными сетями через МИПСА было усилено точкой присутствия на Центральном телеграфе, где к ВНИИПАСу с помощью спутниковой связи подключились западные магистральные провайдеры Sprint и Tymnet. Это улучшило качество компьютерной связи с СССР и удешевило её. Этому событию была посвящена статья на передовице газеты New York Times от 19 февраля 1989 года.
В 1992 году «Совам Телепорт» на базе своей новой внутренней сети Sovamnet начинает массовое подключение российских банков к системе SWIFT. Советский Внешэкономбанк был подключён к ней ещё в 4 декабря 1989 года, к 1992 году подключились ещё три банка, затем процесс был поставлен на поток. Также «Совам» «обеспечивает связь между Государственным таможенным комитетом России и уполномоченными банками по контролю за экспортом».
Также в 1992 году, независимо от «Релкома» и «Демоса», «Совам Телепорт» на основе своих спутниковых каналов с X.25-транспортом в Калифорнию начинает строить uucp-почту и систему терминального доступа через американский сервер к услугам Интернета, в первую очередь к Usenet.
В числе первых корпоративных клиентов компании отмечены Johnson & Johnson, Coca Cola, DuPont, Estee Lauder, журнал Time, агентство France Presse.
С 1992 года британская компания Cable & Wireless, обладающая собственными волоконно-оптическими каналами в Европе, становится третьим соучредителем компании, 4 июня 1992 года компания перерегистрирована как товарищество с ограниченной ответственностью, все три соучредителя — Cable & Wireless, ВНИИ прикладных автоматизированных систем и SFMT — получают практически равные доли участия.
28 июля 1993 года приступил к обслуживанию клиентов узел связи в Ташкенте.
Домен провайдера Совам Телепорт sovam.com, открывшийся 24 февраля 1994 года, стал первым публичным интернет-сайтом в России.
В сентябре 1994 года SFMT получила кредит $60 млн на расширение и модернизацию Совам. В апреле 1995 года «Совам Телепорт» объявила о планах создания в России службы, подобной America Online, одной из крупнейших информационно-телекоммуникационных сетей США с 1,5 млн пользователей, и 12 сентября была запущена в эксплуатацию служба Россия-Он-Лайн (РОЛ). Проект включал в себя несколько частей, в частности был создан первый в России коммерческий Web-сервер (WWW.ONLINE.RU).
Компания отмечала себя как пионера многих сервисов на российском рынке, так сообщалось на сайте Совам в 1997 году: 

«Россия-Он-Лайн была первой российской массовой службой доступа в Интернет и была первой во многих начинаниях в области Интернет в России, первой службой, предоставившей пользователям единый пакет программного обеспечения для работы в Интернет, первой, предоставлявшей возможности бесплатного роуминга в множестве городов России и СНГ; первым провайдером, ставшим поставлять комплекты пользовательского П/О совместно с компьютерами и модемами.; первой компанией в России, принимающей платежи в Интернет по кредитным картам; единственной компанией, работающей по единым ценам на всей территории России; первой компанией предоставившей услуги круглосуточной телефонной службы поддержки пользователей на всей территории России.»
Интернет от РОЛ (к тому времени уже содержащий WWW) стоил для физических лиц 7 долларов за час, что считалось очень дорого, также критиковался сервис компании. В качестве более дешёвой альтернативы для россиян в конце 1996 года был задуман и создан  конкурирующий провайдер «Ситилайн», предложивший меньшие цены для абонентов, в том числе безлимитный тариф за 36,6 долларов в месяц. «Совам Телепорт», провайдер сетевых услуг «Россия-Он-Лайн», в свою очередь снизил с 1 мая 1996 года плату за пользование своей сетью до $3 за час работы, а с 1 сентября 1997 года с $3 до $1,5 за час работы.
В 1996 году ВНИИ прикладных автоматизированных систем продал свою долю в компании, и с этого момента единственным владельцем «Совам Тепепорт» стала компания GTS — правопреемник SFMT.
В июле 1996 года Netscape и Совам Телепорт договорились об использовании браузера Netscape Navigator пользователями «Россия-Он-Лайн».
В начале июня 1999 года компания «Совам Телепорт» объявила о приобретении известного интернет-провайдера «Гласнет».
В конце 1990-х годов GTS приступила к консолидации всех российских и украинских активов в единый холдинг, получивший название «Голден Телеком». В «Голден Телеком», в частности, вошли компании «Совинтел», «Совам Телепорт», ТСМ, «Совам-Телепорт Киев», «Голден-Телеком Украина», «Примтелефон» (сотовый оператор во Владивостоке), «Восток Мобайл» (холдинг из 11 региональных компаний — сотовых операторов). 30 сентября холдинг «Голден Телеком» вышел на американскую биржевую площадку NASDAQ. К концу 1999 года консолидация была завершена, Совам Телепорт продолжил деятельность в рамках объединённой компании вместе с другими российскими провайдерскими активами под наименованием «Телеросс», объединённую компанию возглавил Александр Кудрявцев.
В 2003 году одним из бывших директоров ликвидированной в 2000 г. компании «Совам Телепорт» Денисовым Л. В. было учреждено новое юридическое лицо ООО «Совам Телепорт», которое впоследствии стало оказывать консалтинговые услуги в области телекоммуникаций и ИТ технологий, а также в области строительства оптоволоконных сетей связи. По ситуации на 2019 год ООО «Совам Телепорт» существовало и владело товарным знаком SOVAM TELEPORT(тм), оказывало услуги клиентам.